# Сомбрілло (Нью-Мексико)
Сомбрілло (англ. Sombrillo) — переписна місцевість (CDP) в США, в окрузі Санта-Фе штату Нью-Мексико. Населення — 347 осіб (2020).

## Географія
Сомбрілло розташоване за координатами 35°58′49″ пн. ш. 106°2′7″ зх. д. / 35.98028° пн. ш. 106.03528° зх. д. (35.980208, -106.035273).  За даними Бюро перепису населення США в 2010 році переписна місцевість мала площу 2,45 км², уся площа — суходіл.

## Демографія
Згідно з переписом 2010 року, у переписній місцевості мешкала 351 особа в 152 домогосподарствах у складі 101 родини. Густота населення становила 143 особи/км².  Було 177 помешкань (72/км²).
Расовий склад населення:
| - 79,2 % — білих - 5,1 % — азіатів - 2,0 % — корінних американців - 0,6 % — чорних або афроамериканців - 12,0 % — осіб інших рас |

До двох чи більше рас належало 1,1 %. Частка іспаномовних становила 50,4 % від усіх жителів.
За віковим діапазоном населення розподілялося таким чином: 14,5 % — особи молодші 18 років, 72,4 % — особи у віці 18—64 років, 13,1 % — особи у віці 65 років та старші. Медіана віку мешканця становила 53,2 року. На 100 осіб жіночої статі у переписній місцевості припадало 83,8 чоловіків;  на 100 жінок у віці від 18 років та старших — 81,8 чоловіків також старших 18 років.
За межею бідності перебувало 12,1 % осіб, у тому числі 50,0 % дітей у віці до 18 років та 14,0 % осіб у віці 65 років та старших.
Цивільне працевлаштоване населення становило 269 осіб. Основні галузі зайнятості: будівництво — 31,2 %, науковці, спеціалісти, менеджери — 24,5 %, фінанси, страхування та нерухомість — 16,7 %, мистецтво, розваги та відпочинок — 16,4 %.